# Trevelin
Trevelin es una localidad de Argentina situada en la región de la Patagonia, en el departamento Futaleufú de la provincia del Chubut.
Es base operativa de medios aéreos del Plan Nacional de Manejo del Fuego. La ciudad es famosa porque en ella se dio el plebiscito de 1902 en la Escuela Número 18 de Río Corintos, donde los colonos galeses se manifestaron a favor de la soberanía argentina en 1902 en el laudo limítrofe con Chile por la región de la cordillera de los Andes chubutense.
Recientemente, ha sido nominado entre los mejores pueblos del mundo.

## Toponimia
Su denominación es de origen galés (en galés significa: pueblo del molino; tre = pueblo, velin = molino). La pronunciación original es llana (sin acentuación final o aguda), es decir el modo más purista de referirse a esta ciudad es tre-velin (Trevélin) aunque está muy difundida la pronunciación españolizada aguda pero incorrecta "Trevelín".

## Historia

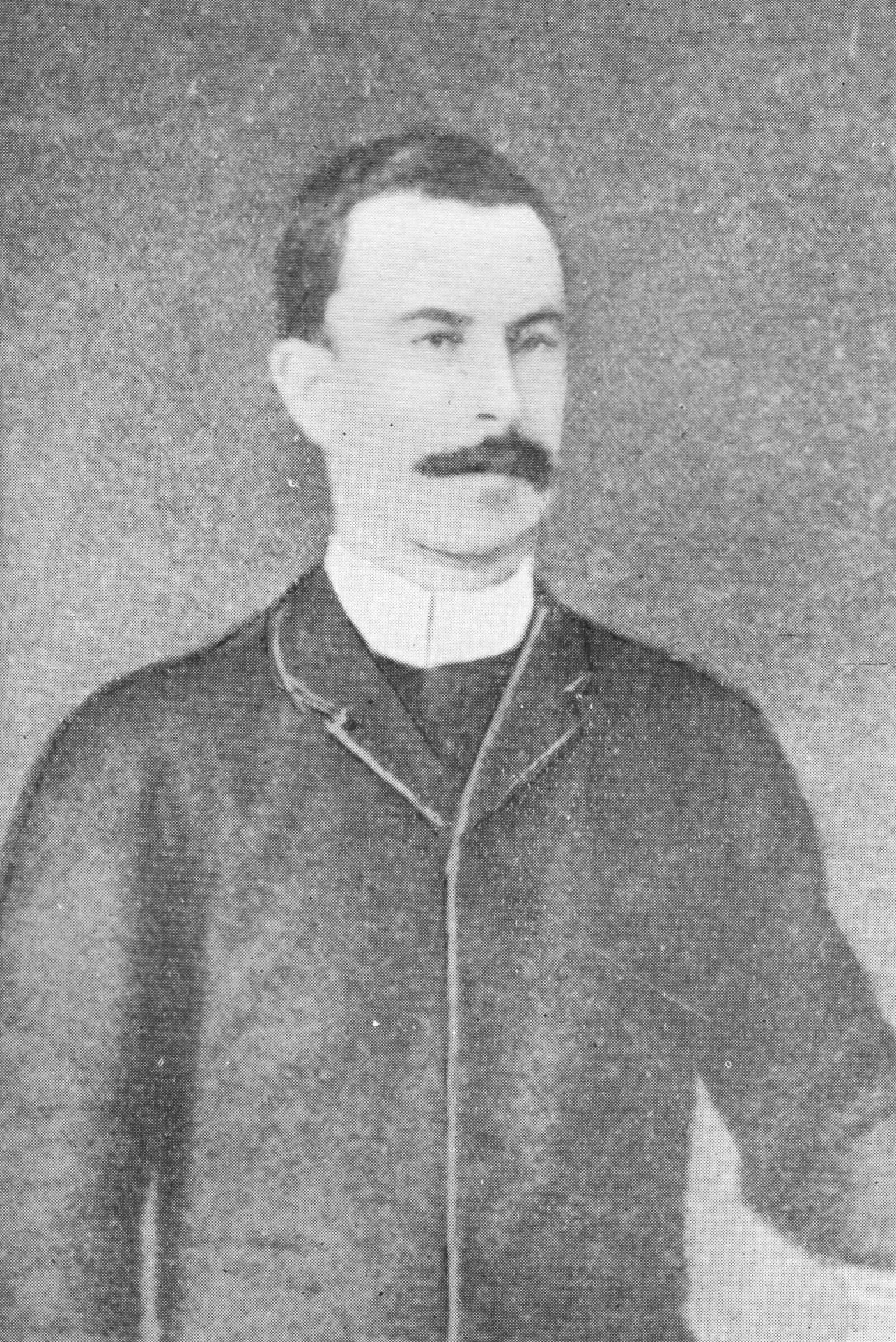
John Daniel Evans.

Fue el núcleo de la colonia argentina de origen galés valle 16 de Octubre (Bro Hydref en idioma galés) fundada oficialmente el 25 de noviembre de 1885. Antes de su denominación actual el valle fue llamado por los colonos galeses: "Cwm Hyfryd" o valle Hermoso. El valle había sido descubierto por la expedición de los Rifleros del Chubut en octubre del mismo año al mando del entonces gobernador Luis Jorge Fontana y un grupo de galeses. El motivo fue la expansión de la colonia, ya que todas las tierras fértiles del valle inferior del río Chubut se estaban cultivando.

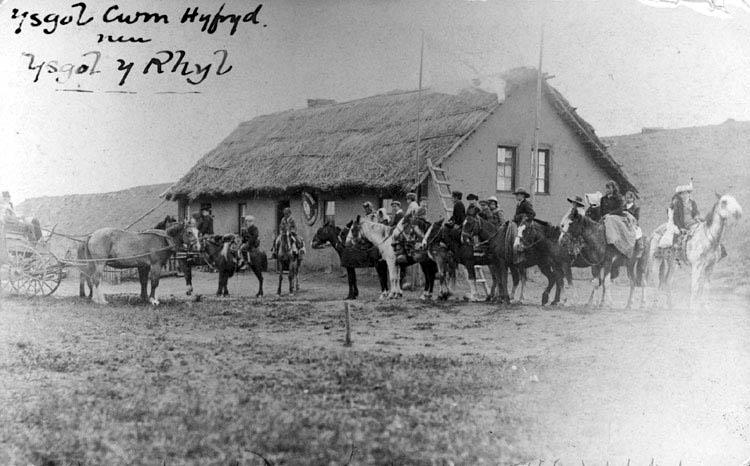
Edificio original de la escuela nacional 18 luciendo el escudo nacional de chapa y la bandera de Argentina.

Dado que Chile disputaba a la Argentina estos territorios, el 30 de abril de 1902 la población de origen galés por absoluta mayoría plebiscitó su integración en Argentina. Este plebiscito se realizó en la Escuela Nacional N.º 18 de Río Corintos, actualmente un lugar histórico.
En 1918 John Daniel Evans inauguró el primer molino bajo el nombre de Molino Harinero de la Compañía Andes para moler trigo, debido a que muchos de los agricultores estaban recibiendo buenas cosechas. Se convirtió en el más grande e importante de la zona y le dio el nombre a la localidad. Evans también se destacó en la comunidad del lugar, por impulsar la creación de la primera escuela e integrar la primera comisión de fomento de Trevelin junto con Matthew Jones, Dyfed Thomas y Plennyd Williams en 1927.
Tras la creación del molino, tres propietarios donan parte de la legua 14 del valle para la creación de un pueblo en las cercanías del río Percey. Debido a que se había creado un caserío en el cual se concentraba el trabajo diario. Aquí es donde surge Trevelin. Anteriormente, el único asentamiento estaba cercano a la escuela del río Corintos. En los años siguientes se comienza a dejar de lado la denominación de Colonia 16 de octubre para llamarse Trevelin. Esto se oficializa con dos permisos: uno otorgado a Francisco Helder en Puerto Madryn, para montar un taller de herrería en el año 1925 en "Trevelin, Colonia 16 de Octubre" y otro sello que fue otorgado a la compañía del molino Andes para estampar las bolsas de harina con la denominación "Molino Andes–Trevelin".
Evans falleció el 6 de marzo de 1943, a los 81 años en su casa en Trevelin. Luego de su fallecimiento, la actividad harinera decayó hasta que, en 1953, el molino cerró. El edificio fue refaccionado y, en 1971, fue inaugurado el Museo Regional de Trevelin.

## Geografía
Trevelin es fácilmente accesible desde la cercana Esquel y está situado en un entorno turístico natural a orillas del río Percey, casi en la confluencia de éste con los ríos Corinto, Nahuel Pan y Nant y Fall. La zona corresponde a la de la cordillera de los Patagónides, alineación orográfica casi paralela a la cordillera de los Andes que "corre" unas decenas de kilómetros al oeste. La cadena de los Patagónides señala el límite oriental del territorio llamado por los aonikenk o patagones meridionales: "Chulilaw", que ha sido traducido al español como "pago de las Frutillas".
Trevelin se ubica en la zona húmeda de la Patagonia, aunque casi en el límite con la zona seca, por esto el paisaje va desde pasturas y praderas en el este, un parque transicional en el cual domina el árbol llamado maitén, y al oeste, ya casi en los faldeos andinos, bosques fríos de raulíes, lengas, coihues, ñirés, lipaín o ciprés patagónico, gigantescos lahuanes o alerces patagónicos y bajo estas especies arbóreas, abundante sotobosque en el cual se destacan la, frutilla, la zarzaparrilla, el calafate y la seta.
La ciudad de Trevelin tiene forma de molino, la plaza es el centro y las cuadras que la rodean son las aspas. La avenida San Martín es la estructura que soporta la parte superior. Trevelin integra otros pequeños núcleos poblacionales como Aldea Escolar, Los Cipreses, Lago Rosario y Sierra Colorada. En algunos de ellos hay comunidades mapuches.
Trevelin presenta una geografía urbana en constante transformación y crecimiento. Recientemente se han finalizado las obras del complejo municipal, que alberga a gran parte de las dependencias municipales, al Consejo Deliberante y al centro administrativo del INTA. Asimismo, la costanera del río Percey constituye una obra en curso que ha cambiado el perfil del paisaje que rodea al pueblo y que es atravesado por este curso de agua que, unido al río Corintos, desemboca en el Río Grande o Futaleufu en el paraje Paso Ancho, cercano a Aldea Escolar. Los loteos, privados y municipales, han expandido considerablemente el ejido urbano en todas direcciones.

Aparatos de acondicionamiento físico

## Clima

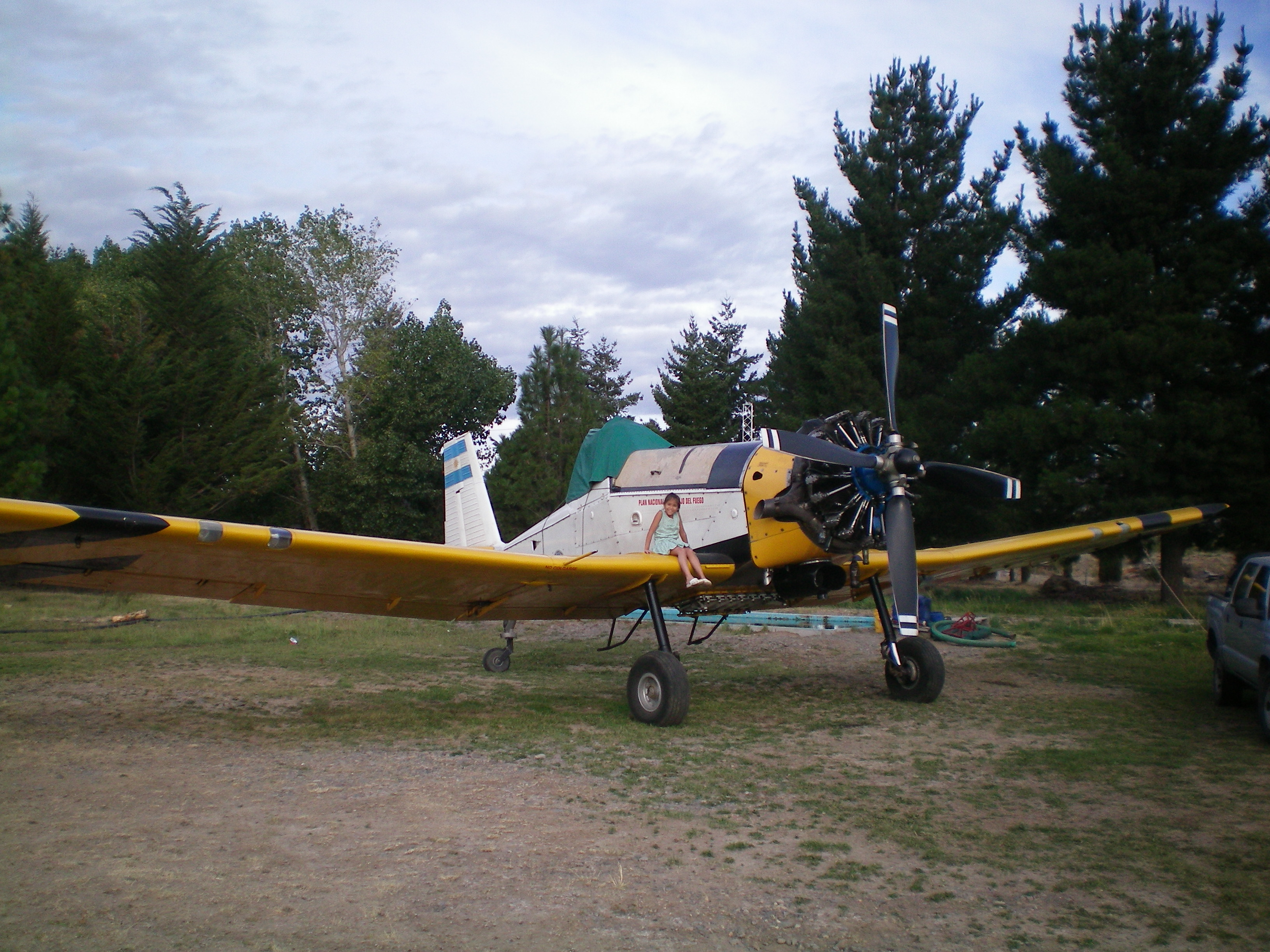
Avión hidrante del plan de manejo del fuego. Brigada de Incendios Forestales de Trevelin.

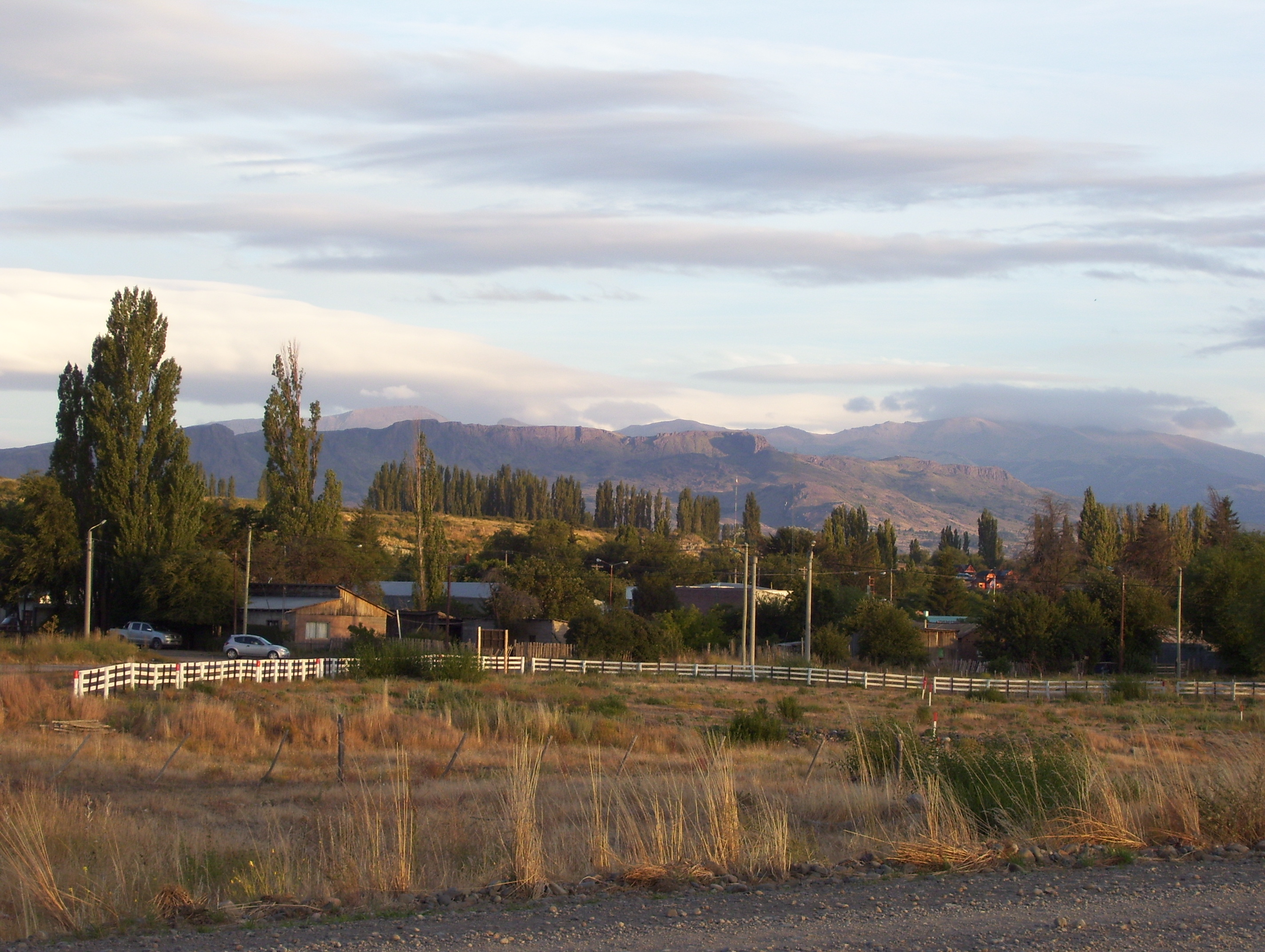
Trevelin en verano.

Su clima es templado y húmedo. La temperatura media anual es de 10 a 5 °C, siendo copiosas las nevadas durante el invierno. En las cercanías de Trevelin se encuentra el linde sudeste del parque nacional Los Alerces. El reciente descenso en las precipitaciones níveas y pluviales, junto con el aumento de las temperaturas en verano y la aparición más frecuente de tormentas eléctricas, fruto del tan mentado cambio climático, sumados a la imprudencia humana,  han generado un clima propicio para los incendios forestales, que han afectado la zona demandando el esfuerzo denodado de las brigadas de lucha contra el fuego y bomberos voluntarios que intervienen con medios aéreos y terrestres para evitar que su propagación ponga en riesgo los recursos naturales y económicos y, principalmente, la vida de pobladores y turistas.
| Parámetros climáticos promedio de Trevelin (1970–2009) | Parámetros climáticos promedio de Trevelin (1970–2009) | Parámetros climáticos promedio de Trevelin (1970–2009) | Parámetros climáticos promedio de Trevelin (1970–2009) | Parámetros climáticos promedio de Trevelin (1970–2009) | Parámetros climáticos promedio de Trevelin (1970–2009) | Parámetros climáticos promedio de Trevelin (1970–2009) | Parámetros climáticos promedio de Trevelin (1970–2009) | Parámetros climáticos promedio de Trevelin (1970–2009) | Parámetros climáticos promedio de Trevelin (1970–2009) | Parámetros climáticos promedio de Trevelin (1970–2009) | Parámetros climáticos promedio de Trevelin (1970–2009) | Parámetros climáticos promedio de Trevelin (1970–2009) | Parámetros climáticos promedio de Trevelin (1970–2009) |
| Mes                                                    | Ene.                                                   | Feb.                                                   | Mar.                                                   | Abr.                                                   | May.                                                   | Jun.                                                   | Jul.                                                   | Ago.                                                   | Sep.                                                   | Oct.                                                   | Nov.                                                   | Dic.                                                   | Anual                                                  |
| ------------------------------------------------------ | ------------------------------------------------------ | ------------------------------------------------------ | ------------------------------------------------------ | ------------------------------------------------------ | ------------------------------------------------------ | ------------------------------------------------------ | ------------------------------------------------------ | ------------------------------------------------------ | ------------------------------------------------------ | ------------------------------------------------------ | ------------------------------------------------------ | ------------------------------------------------------ | ------------------------------------------------------ |
| Temp. máx. abs. (°C)                                   | 37                                                     | 38                                                     | 35                                                     | 27                                                     | 22                                                     | 18                                                     | 20                                                     | 21                                                     | 25                                                     | 29                                                     | 33                                                     | 36                                                     | 38                                                     |
| Temp. máx. media (°C)                                  | 24.0                                                   | 24.0                                                   | 21.0                                                   | 16.0                                                   | 11.0                                                   | 8.0                                                    | 7.0                                                    | 10.0                                                   | 14.0                                                   | 17.0                                                   | 20.0                                                   | 22.0                                                   | 16.2                                                   |
| Temp. media (°C)                                       | 16.0                                                   | 16.0                                                   | 13.0                                                   | 9.5                                                    | 6.0                                                    | 4.0                                                    | 3.0                                                    | 5.0                                                    | 7.5                                                    | 10.0                                                   | 12.5                                                   | 14.5                                                   | 9.8                                                    |
| Temp. mín. media (°C)                                  | 8.0                                                    | 8.0                                                    | 5.0                                                    | 3.0                                                    | 1.0                                                    | 0.0                                                    | -1.0                                                   | 0.0                                                    | 1.0                                                    | 3.0                                                    | 5.0                                                    | 7.0                                                    | 3.3                                                    |
| Temp. mín. abs. (°C)                                   | -2                                                     | -2                                                     | -4                                                     | -7                                                     | -13                                                    | -13                                                    | -15                                                    | -13                                                    | -9                                                     | -9                                                     | -5                                                     | -3                                                     | -15                                                    |
| Precipitación total (mm)                               | 47                                                     | 35                                                     | 55                                                     | 81                                                     | 156                                                    | 155                                                    | 150                                                    | 121                                                    | 72                                                     | 61                                                     | 54                                                     | 45                                                     | 1032                                                   |
| Humedad relativa (%)                                   | 64                                                     | 58                                                     | 60                                                     | 65                                                     | 76                                                     | 79                                                     | 77                                                     | 71                                                     | 64                                                     | 61                                                     | 57                                                     | 58                                                     | 66                                                     |
| Fuente: Instituto Nacional de Tecnología Agropecuaria  |                                                        |                                                        |                                                        |                                                        |                                                        |                                                        |                                                        |                                                        |                                                        |                                                        |                                                        |                                                        |                                                        |

## Educación
La ciudad cordillerana de Trevelin posee una oferta educativa que incluye la educación obligatoria y no obligatoria, establecimientos públicos y de gestión privada, abarcando los niveles inicial, primario, secundario, superior y profesional (oficios). 
Los establecimientos que abarca su ejido municipal son: 705 (nivel secundario), 37 (nivel inicial y primario), 57 llamada "Rifleros del Chubut" (nivel primario), 422 (nivel inicial), 478 (nivel inicial), Maternal Municipal (inicial), 166 (nivel inicial y primario), Puertas del Sol- bilingüe Inglés /Castellano- (nivel inicial, primario y secundario), Experimental (nivel inicial y primario), EMETA 740 (nivel secundario), Rápidos del Futaleufú (nivel inicial, primario y secundario), Lago Rosario UEM (nivel inicial, primario y secundario), Sierra Colorada UEM (nivel inicial, primario y secundario), Guillermo Frey UEM (nivel inicial, primario y secundario), Ysgol y Cwm - bilingüe Galés/Castellano (nivel primario), Escuela de Educación Especial 518, Escuela de Educación Especial 531, Instituto Superior de Formación Docente 804 y el Centro de Formación Profesional 660.

## Economía
La cercanía a lugares como el parque nacional Los Alerces, la reserva provincial Nant y Fall, embalse Amutui Quimey, etc, convierten a Trevelin en un centro de actividades turísticas y deportivas como la pesca con mosca, contando para ello con cabañas y servicios hotelero y gastronómico.
En el valle 16 de Octubre, se cultivan cereales y alfalfa y se practica la ganadería. Las principales industrias de la ciudad son las madereras (apoyada técnicamente en una estación oficial del INTA que se encuentra en inmediaciones de Aldea Escolar, especializada en producción maderera, de frutales y bosques) harineras y lácteas. Últimamente, se ha introducido la producción de fruta fina (frutilla, cereza, frambuesa, grosella) y de flores, entre las que se destaca el tulipán, que por su calidad, ha accedido a los mercados mundiales más reconocidos, exportándose a los Países Bajos. Dentro de la producción floral, en el Jardín de la Provincia, destaca también la producción de peonías (INTA Trevelin) y la más reciente, que aún no se encuentra en su fase productiva, pero si experimental, la de lavanda, en la pequeña localidad cercana de los Cipreses, dentro del ejido del Municipio del Pueblo del Molino.
Aunque no son actividades de cultivo, sino de recolección, se destaca la de hongos silvestres (de excelsa calidad) y de rosa mosqueta, esta última con múltiples aplicaciones, principalmente culinarias y medicinales. 
Existen asimismo, otros emprendimientos económicos privados como el Complejo Hidroeléctrico Futaleufú, ubicado sobre el río homónimo, cuya construcción data de mediados de la década de 1970, perteneciente a Hidroeléctrica Futaleufú S.A, una empresa controlada por Aluar S.A. (producción de Aluminio), que se encarga de proveer energía eléctrica a la planta de producción de dicha empresa ubicada en Puerto Madryn, siendo el excedente utilizado en usos públicos.
También existe una planta de fabricación de adoquines que provee de dicho insumo a toda la provincia, y una planta de piscicultura cercana a la ciudad, que permite responder a la demanda de siembra de salmónidos para repoblación de ríos y lagos de Chubut. Por último, Trevelin cuenta con los viñedos más australes del mundo, cuya existencia representa un verdadero desafío a las latitudes meridionales en donde se encuentran, pero no menos desafiantes lo son como emprendimiento desde la faz técnica y económica. La Fiesta de la Vendimia se realiza durante la segunda semana de abril.{{}}

## Población
Contó con 7,908 habitantes (Indec, 2010)lo que representó un incremento del 62,85% frente a los 4,856 habitantes (Indec, 2001) del censo anterior. Esta magnitud la situó como la 8.ª localidad de la provincia. La población se compuso de 3.924 varones y 3.984 mujeres, lo que da un índice de masculinidad del 98,49. Las viviendas pasaron de 1.805 a 2.927.
En el censo 2022 la localidad mostró el mismo ritmo de crecimiento con 10 729 habitantes y unas 4 518 viviendas registradas. Este resultado, situó a Trevelin como la 8.ª más poblada de la provincia, la segunda localidad  en la cordillera y la segunda localidad con municipio de segunda categoría más poblada de la provincia.
| Gráfica de evolución demográfica de Trevelin entre 1991 y 2022 |
|                                                                |
| Fuente: censos nacionales del INDEC                            |

## Cultura

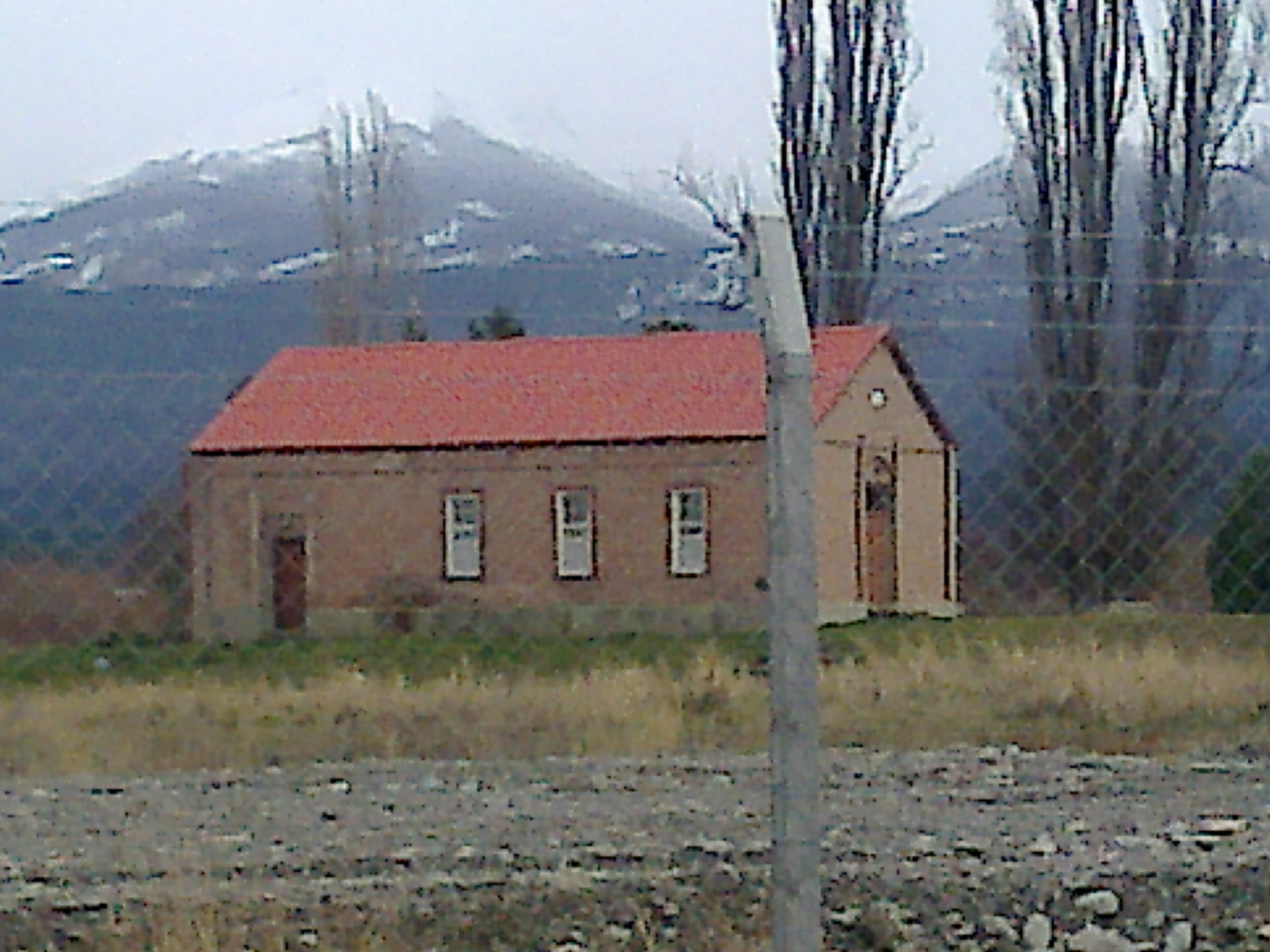
Capilla de Trevelin.

Gracias a los colonos galeses, fundadores del pueblo, este posee una rica cultura celta, proveniente del país de origen, perdurando fuertemente hasta la actualidad, gracias al canto coral tradicional, baile, idioma, Eisteddfod, etc. La capilla galesa Bethel abrió sus puertas en 1897.
Cuenta con una escuela especializada en el idioma galés. En cuanto a los eventos se encuentran la Cabalgata de los "rifleros" (galeses que acompañaron en la exploración de esta zona a Luis Jorge Fontana, enviado por el Gobierno Argentino para colonizar la región Andina) que parte del lugar de desembarco de los galeses y finaliza en Sierra Colorada, en las inmediaciones de Trevelin, recreando anualmente la gesta de finales del siglo XIX.
Otro elemento importante de la cultura local, es la "ceremonia del té Galés" en donde dicha infusión se acompaña con platos dulces tradicionales de Gales (scons, tortas, tartas, etc), y otros nacidos de la fusión con la tradición criolla que incorporan, por ejemplo, el pan casero y el dulce de leche, pero entre los cuales se destaca la famosa "torta galesa", cuyo origen se remonta al viaje emprendido en el velero Mimosa, dada la necesidad de conservar las frutas durante largo tiempo (para alimentarse y combatir el escorbuto), lo que se lograba sumergiéndolas en bebidas espirituosas, las que luego se incorporaban a un preparado de harina, azúcar negra y manteca (aunque cada familia posee su propia receta con ciertas variantes) que previamente horneado, se mantenía comestible durante muchos años (actualmente existe la costumbre de consumir un trozo de la torta galesa preparada en cada boda, en los aniversarios de matrimonio).
En junio de 2005, Tevelin se hermanó con la ciudad galesa de Cardigan.
Otro punto digno de destacar, es la convivencia y, en muchos casos, fusión de culturas, que se da en el seno de la comunidad que reside en Trevelin y parajes cercanos como Lago Rosario y Sierra Colorada, donde culturas originarias como la Mapuche, colectividades Italiana, Española, Francesa, Alemana, Siriolibanesas,Chilena, Boliviana y, recientemente, China y Venezolana,  coexisten fraternalmente junto con la Criolla y la Galesa, lo que se ve reflejado en múltiples expresiones culturales y religiosas.

## Turismo

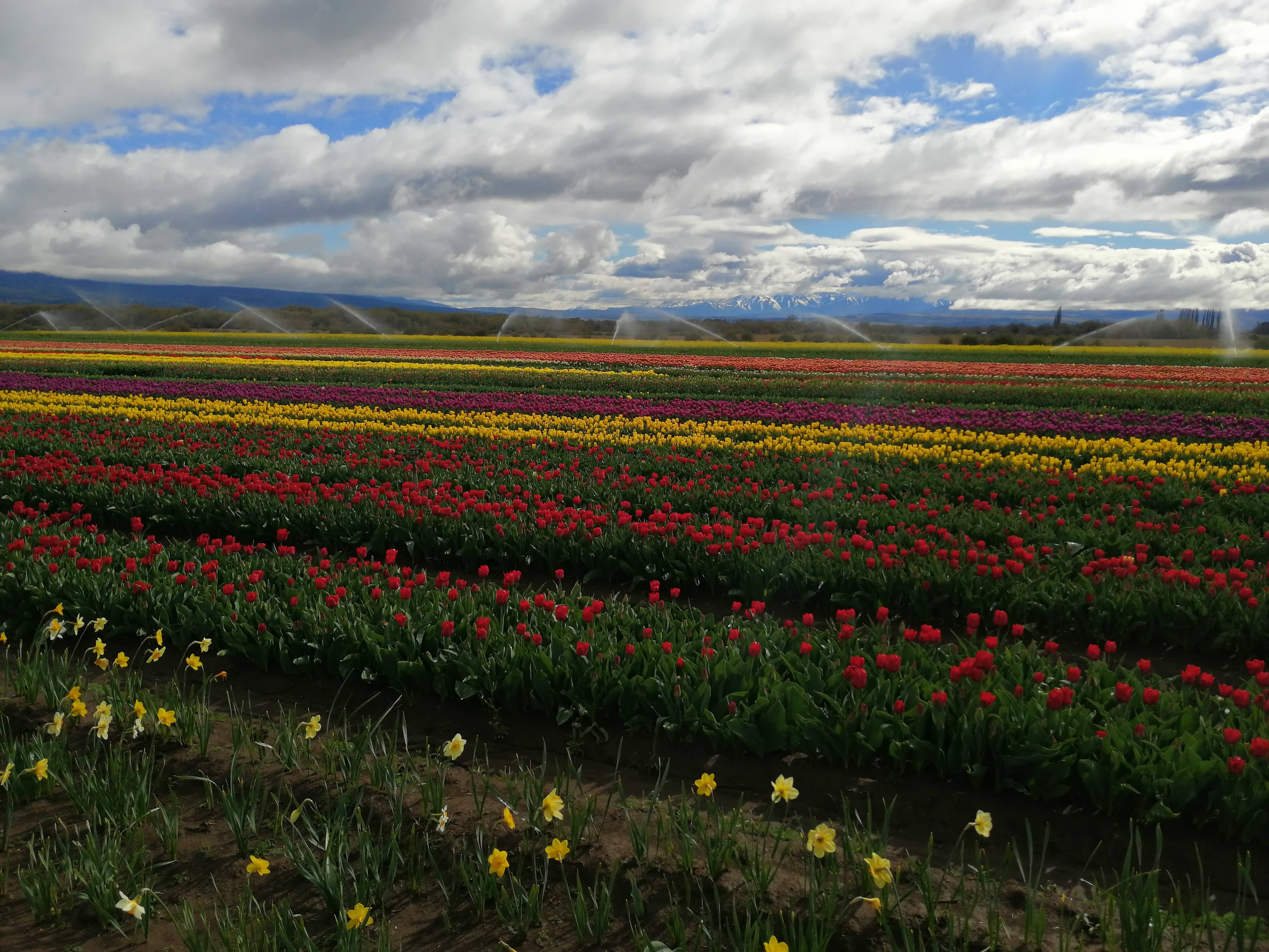
Tulipanes en un entorno cordillerano

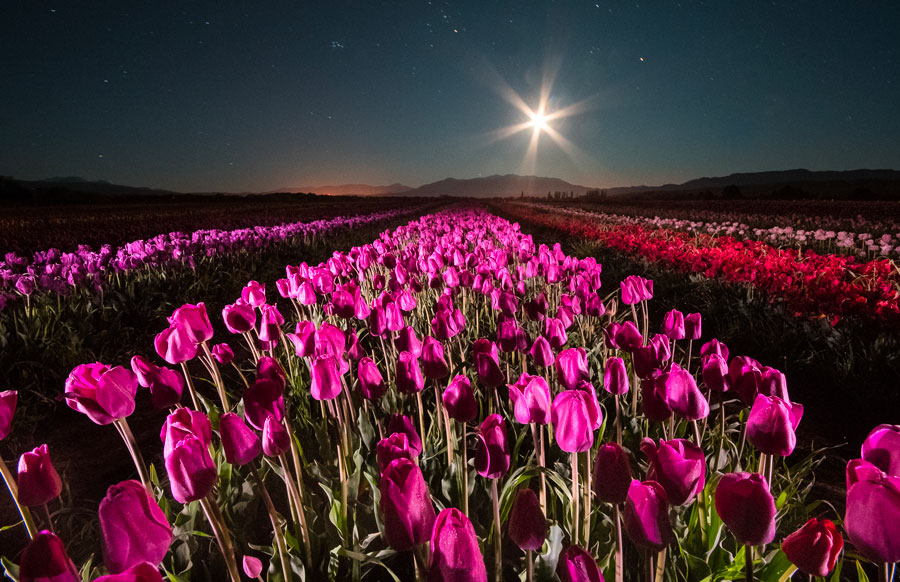
Tulipanes bajo las primeras estrellas del cielo de Trevelin.

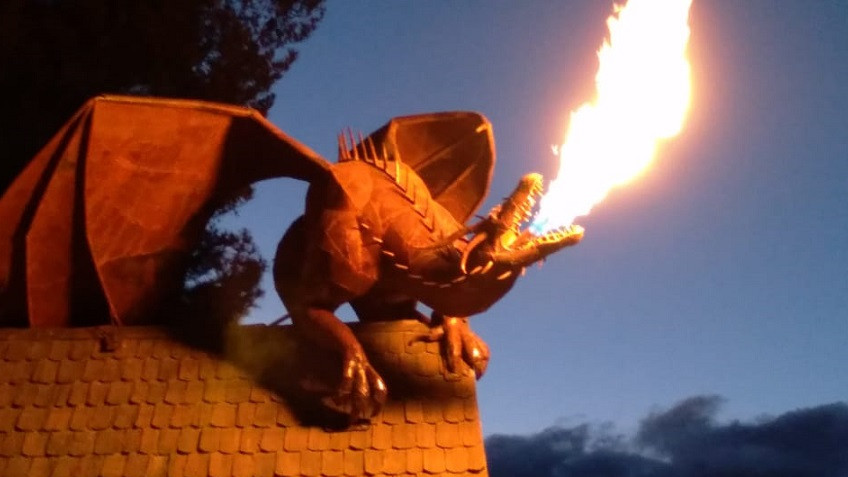
Dragón de Gales en acción. Plaza de Trevelin.

El pueblo cuenta con dos clases de turismo, el histórico/cultural y el natural. Referido al primero, cabe destacar el Museo Municipal emplazado en el viejo molino Andes, que, recientemente modificado, ha sumado a las nuevas tecnologías para recrear la historia del Municipio, íntimamente ligada a la inmigración galesa y a la explotación triguera que alcanzó notoriedad en las primeras décadas del siglo XX, por la calidad del trigo y la harina de la región. Se encuentra en una zona con grandes lagos, ríos, lagunas, montañas, extensiones de bosques, praderas, entre otros. Se realiza pesca deportiva con mosca y spinning, reglamentado en su totalidad. El parque nacional Los Alerces, cercano al Pueblo del Molino y fácilmente accesible desde él, gracias a las nuevas obras viales,  representa uno de los grandes atractivos turísticos de la provincia por la belleza de una naturaleza de bosques, ríos y lagos vírgenes, destacando la pureza de sus aguas, las más cristalinas y prístinas del país. La primavera en Trevelin se caracteriza por el florecer masivo de especies autóctonas e introducidas. No en vano se conoce al Pueblo del Molino como "El Jardín de la Provincia". Asimismo, y por esta razón, cabe destacar, que Trevelin ha sido escogida como eje de la temporada de turismo primaveral por la compañía nacional de líneas aéreas a nivel mundial.

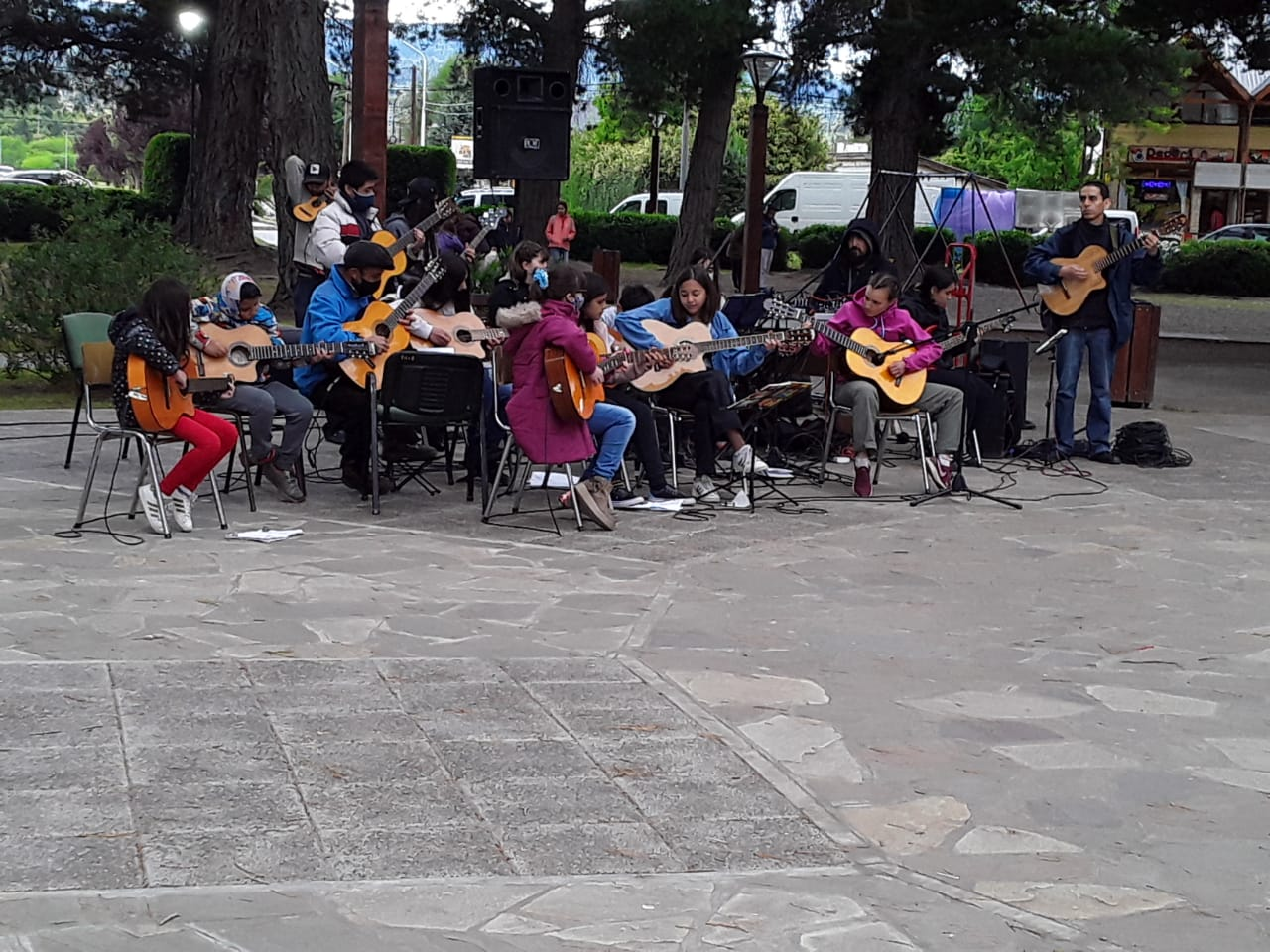
Concierto de guitarras de la escuela municipal de música de Trevelin a cargo de los Profesores Luis y Rubén Cañumir

La plaza Coronel Fontana representa un patrimonio urbano significativo y un punto de encuentro y recreación para locales y visitantes que encuentran en su solar, feriados y fines de semana durante el año y todos los días en época de vacaciones, numerosos atractivos como espectáculos públicos vinculados con la música, la danza y el canto, la Feria de Artesanos locales Fernando Garralda que se erige rodeando su perímetro hexagonal, y expresiones culturales como exposiciones y desfiles en las efemérides locales. En dicha plaza, de frente al ingreso al Pueblo del Molino, se encuentra la Oficina de Turismo local, que recientemente ha recibido la donación de una escultura de un dragón de importantes dimensiones  (símbolo de la cultura galesa) perteneciente a un artista local que, en horarios fijos y preestablecidos, expele una lengua de fuego real, transformando este hecho en sí, en un verdadero espectáculo para los transeúntes. 
Igualmente destacable y recomendable, son las visitas al Museo Regional, cercano a la plaza principal Coronel Fontana, que ha incorporado, dentro del edificio histórico del Viejo Molino  Andes que le da su nombre al pueblo, las últimas tecnologías multimedias e interactivas para una experiencia completa y significativa de sus visitantes.
Aprovechando las instalaciones del aeródromo municipal, Trevelin brinda la posibilidad todo el año de realizar paseos aéreos. Trevelin es reconocida como la Capital Nacional del Vuelo de Montaña.Directamente vinculado con los vuelos turísticos, la empresa a cargo, la Municipalidad de Trevelin y el establecimiento en donde se halla el famoso campo de tulipanes, ponen en escena a principios de noviembre, un evento único, la "lluvia de tulipanes".Debido al ciclo natural de floración de la especie, en esta época se cosechan las flores para preparar la recolección de bulbos, las cuales son arrojadas por decenas de miles sobre los cielos del centro de Trevelin por las aeronaves, generando un espectáculo atrayente y singular.

### Museo Nant Fach
El Molino Harinero Nant Fach es propiedad de la familia Evans, cuyo ancestro galés Thomas Dalar Evans llegó al área en 1894. El museo del Molino está dedicado a su nombre. Actualmente está a cargo Mervyn Evans, bisnieto del pionero Evans.

### Distinción de laOrganización Mundial del Turismo(OMT)
El galardón reconoce a los destinos rurales que hacen del turismo un motor de desarrollo y nuevas oportunidades de empleo e ingresos, a la vez que preservan y promueven los valores y los productos de la comunidad. La iniciativa reconoce también a los pueblos por su compromiso con la innovación y la sostenibilidad en todas sus vertientes –económica, social y ambiental– y por un desarrollo turístico en sintonía con los Objetivos de Desarrollo Sostenible. En 2022, un total de 32 pueblos de 22 países de las cinco regiones del mundo recibieron el reconocimiento. En 2024, Trevelin vuelve a ser reconocida entre los mejores Pueblos Turísticos del Mundo por la ONU.

## Parroquias de la Iglesia católica en Trevelin
| Prelatura territorial | Esquel        |
| --------------------- | ------------- |
| Parroquia             | La Inmaculada |

## Medios de comunicación
El pueblo cuenta con una radio FM Municipal: FM del Valle, que puede sintonizarse en el 99,9 del dial, como así también, acceder a ella por internet.

## Salud
La localidad cuenta con un Hospital que atiende la demanda del pueblo y poblaciones vecinas, como así también con un centro privado y un centro de salud Barrial en el barrio Alborada.

## Deportes
En Trevelin se destaca el Club Fontana, como la entidad de mayor prestigio y tradición, el cual brinda la posibilidad de realizar numerosas actividades deportivas: fútbol, básquet, tenis, fútbol de salón, Handbal, etc. Sus instalaciones también son un centro de encuentro comunitario para las familias de la localidad y propicia para la realización de eventos de diversa índole. También es digno de mencionar el gimnasio municipal, cuyas instalaciones brindan a la población un ámbito de carácter público para la realización de actividades deportivas, entre las que se destaca por la calidad de su infraestructura, su pileta olímpica. Cuenta con un centro de reuniones y alojamiento. Se encuentra en funcionamiento también el club CARPO de arquería y arquería adaptada, el cual esta en pleno crecimiento y con la formación de una sede para dicha actividad adaptada única en Sud América.
En espacios abiertos, en Trevelin y zonas aledañas, se practican múltiples actividades deportivas, contando muchas de ellas con competencias oficiales, tales como ciclismo, ciclismo de montaña, trekking, carreras de pedestrismo de media distancia (estilo maratón y crosscountry), alpinismo, diversas modalidades de pesca (flycasting, baitcasting, spinning), natación de aguas abiertas, caza, motocross, buceo, kayak, rafting, etc.

## Medios  y vías de transporte
Trevelin cuenta con transporte público  terrestre urbano e interurbano, con  empresas de remises y taxis y algunas  dedicas exclusivamente al turismo. También posee un aeródromo público que es principalmente utilizado por una empresa local con fines turísticos, por los medios aéreos del Plan de Manejo del Fuego y por los ocasionales visitantes y turistas que llegan por aíre. 
El Pueblo del Molino se halla conectado por vía terrestre con todas las localidades cercanas: con el parque nacional de Los Alerces por ruta provincial 71 (asfaltada), con Esquel por ruta 259 (asfaltada), con Aldea Escolar por ruta 71 (asfaltada) con Los Cipreses por ruta 259, con solo 5 km de asfalto y el resto  de ripio licitado hasta la frontera con el vecino país de Chile. La ruta 17 conduce a Sierra Colorada, Lago Rosario, cerro Centinela y Corcovado, contando con 35 km iniciales de ripio y 30 de asfalto hasta Corcovado.  El paso internacional más cercano es el de Futaleufú por ruta 259.

## Fuerzas de Seguridad
El Jardín de la Provincia posee un destacamento de Policía Provincial, de Defensa Civil, de Bomberos Voluntarios, de Policía Federal, de Gendarmería, de AfIP (con perros entrenados), de Plan de Manejo del Fuego y de Brigada de Incendios Forestales.